# Censosud
Cencosud S.A. er en chilensk multinational detailhandelskoncern. De har over 1.045 butikker i Latinamerika. Koncernens forretningskæder inkluderer 65 Jumbo hypermarkets; 165 Santa Isabel supermarkeder; 249 Disco, Vea og Jumbo supermarkeder; 60 Easy; 36 Paris; 27 indkøbscentre og 52 kontorer med Banco Paris bank.